# Quận Walla Walla, Washington
Quận Walla Walla là một quận thuộc tiểu bang Washington, Hoa Kỳ. Quận được lập ngày 25 tháng 4 năm 1854.
Quận này được đặt tên theo bộ lạc Walla Walla. Theo điều tra dân số của Cục điều tra dân số Hoa Kỳ năm 2000, quận có dân số 55.180 người. Quận lỵ đóng ở Walla Walla.

## Địa lý
Theo Cục điều tra dân số Hoa Kỳ, quận có diện tích 3365 km2, trong đó có 74 km2 là diện tích mặt nước.

### Các xa lộ chính
- U.S. Route 12

### Quận giáp ranh
- Quận Columbia, Washington - đông
- Umatilla, Quận Oregon - nam
- Quận Benton, Washington - tây
- Quận Franklin, Washington – tây bắc